# Kraven's Last Hunt
A Última Caçada de Kraven (Kraven's Last Hunt no original) é uma arco de história em quadrinhos escrito por J. M. DeMatteis e ilustrado por Mike Zeck publicada em 1987, apresentando a batalha final entre os personagens da Marvel Comics, Kraven, o Caçador e Homem-Aranha.
Considerada uma das maiores histórias do Homem-Aranha, a história foi publicada originalmente em Web of Spider-Man #31–32, The Amazing Spider-Man #293–294 e Peter Parker, the Spectacular Spider-Man #131–132, e menos de dois anos depois foi reunida em um encadernado, reimpressa dessa forma inúmeras vezes desde então. Nenhum título para o enredo geral aparece nos quadrinhos originais, que simplesmente se referem a ele como "uma saga de 6 partes" em suas capas. As edições encadernadas eram intituladas Fearful Symmetry: Kraven's Last Hunt, sempre com a parte "Kraven's Last Hunt" em uma fonte muito maior, e as edições posteriores eliminaram completamente a parte "Fearful Symmetry" do título. O personagem Kraven, o Caçador, foi aposentado da publicação original da história até 2009.